# Nam Kliang (huyện)
Nam Kliang (tiếng Thái: น้ำเกลี้ยง) là một huyện (Amphoe) ở miền trung của tỉnh Sisaket, đông bắc Thái Lan.

## Địa lý
Các huyện giáp ranh (từ phía bắc theo chiều kim đồng hồ) là: Kanthararom, Non Khun, Benchalak, Si Rattana, Phayu và Mueang Sisaket.

## Lịch sử
Tiểu huyện (King Amphoe) đã được lập ngày 7 tháng 1 năm 1986, khi bốn tambon Nam Kliang, La-o, Tong Pit and Khoen được tách ra từ Kanthararom. Đơn vị này đã được nâng cấp thành huyện ngày 4 tháng 7 năm 1994.

## Hành chính
Huyện này được chia thành 6 phó huyện (tambon), các đơn vị này lại được chia ra thành 74 làng (muban). Không có khu vực đô thị, có 6 Tổ chức hành chính tambon.
| STT. | Tên        | Tên Thái | Số làng | Dân số |  |
| ---- | ---------- | -------- | ------- | ------ |  |
| 1.   | Nam Kliang | น้ำเกลี้ยง  | 10      | 5.486  |  |
| 2.   | La-o       | ละเอาะ   | 13      | 7.710  |  |
| 3.   | Tong Pit   | ตองปิด    | 14      | 7.260  |  |
| 4.   | Khoen      | เขิน      | 13      | 7.826  |  |
| 5.   | Rung Rawi  | รุ่งระวี    | 14      | 7.808  |  |
| 6.   | Khup       | คูบ       | 10      | 6.533  |  |